# Marius Jacobs
Marius Jacobs (Róterdam, 19 de diciembre de 1929 - 28 de abril de 1983) fue un botánico, y conservacionista neerlandés. Se formó en biología en la Universidad de Leiden , donde en 1954 obtuvo su maestría. En 1956 fue incluido en el personal del Jardín Botánico y Herbario de Bogor en Java.
Estuvo involucrado en investigaciones sobre la flora de la región de Malasia: Indonesia, Filipinas, Nueva Guinea, Singapur, Brunéi, concentrándose específicamente en la taxonomía de las familias Capparaceae, Juglandaceae, Malpighiaceae, salicáceas y Violaceae.

## Algunas publicaciones
- 'Botanical panorama of the Malesian archipelago (vascular plants)'. En: Natural resources of humid tropical Asia (UNESCO, 1974): 263-294;
- -----; dick Coutinho. 1981. Het tropisch regenwoud: een eerste kennismaking (La selva tropical: una introducción). ISBN 90-6283-539-2

### Libros
- -----. 1961. Provisional keys to Capparis in Asia and Malaysia. Vol. 2 de Miscellaneous records. Foundation Flora Malesiana. 44 pp.
- -----. 1965. The genus Capparis (Capparaceae): from the Indus to the Pacific. Vol. 12, Nº 3 de Blumea. Ed. J. J. Groen & Zoon. 541 pp.
- -----. 1984. Herman Johannes Lam (1892-1977): the life and work of a Dutch botanist. Ed. Rodopi. 271 pp. ISBN 90-6203-545-0
- -----, remke Kruk, roelof a.a. Oldeman. 1988. The tropical rain forest: a first encounter. Ed. Springer-Verlag. 295 pp. ISBN 3-540-17996-8

## Honores

### Epónimos
- (Pandanaceae) Pandanus jacobsii B.C.Stone[1]
- (Poaceae) Bambusa jacobsii Widjaja[2]
- (Ranunculaceae) Delphinium jacobsii Iranshahr[3]
- (Thelypteridaceae) Cyclosorus jacobsii Holttum[4]
- (Thelypteridaceae) Thelypteris jacobsii (Holttum) C.F.Reed[5]

- La abreviatura «M.Jacobs» se emplea para indicar a Marius Jacobs como autoridad en la descripción y clasificación científica de los vegetales.[6]